# 348P/PANSTARRS
Pour les articles homonymes, voir Comète PANSTARRS.
348P/PANSTARRS est une comète périodique découverte le 2 janvier 2017 par le système de relevé astronomique Pan-STARRS.
Un lien est établi avec une comète retrouvée dans les données de Pan-STARRS du 13 janvier 2011 et celles du Mount Lemmon Survey du 30 janvier 2011 qui reçoit la désignation 2011 A5. Il s'agit d'un seul et même objet.
Ainsi avec deux observations du périhélie, la comète périodique a pu recevoir sa dénomination définitive.